# Херман Пилник
Херман Пилник е аржентински шахматист от германски произход, международен гросмайстор.

## Биография
През 1929 г. спечелва първенството на Щутгарт. Пилник емигрира от Германия в Аржентина през 1930 г. Спечелва аржентинското първенство през 1942, 1945 и 1958. Започва международната си кариера през 1942 г., когато поделя 10-11 м. в Ню Йорк и 2-3 м. в Мар дел Плата. През 1944 г. заема първо място с Мигел Найдорф в Мар дел Плата. През юли/август 1945 г. заема 3 м. на Панамериканското първенство в Лос Анджелис. Събитието е спечелено от Самуел Решевски. През 1951 г. спечелва турнира в Бевервайк. През 1951/52 г. е победител във Виена. През 1952 г. спечелва турнира в Белград, а през 1954 г. – в Щутгарт.
Състезава се за Аржентина на пет шахматни олимпиади. През 1950 г. спечелва индивидуален златен медал за представянето си като първа резерва (6 победи, 1 загуба и 3 ремита) и сребърен отборен медал на 9-ата шахматна олимпиада в Дубровник. През 1952 г. спечелва сребърен отборен медал, играейки на четвърта дъска (6 победи, 1 загуба, 7 ремита), на 10-ата олимпиада в Хелзинки. През 1954 г. спечелва сребърен отборен медал, играейки на четвърта дъска (3 победи, 2 загуби, 2 ремита) на 11-ата олимпиада в Амстердам. През 1956 г. играе на четвърта дъска (7 победи, 3 загуби, 3 ремита) на 12-ата шахматна олимпиада в Москва. През 1958 г. спечелва бронзов отборен медал, състезавайки се на първа дъска (5 победи, 2 загуби и 8 ремита) на 13-ата шахматната олимпиада в Мюнхен.
Награден е със звание международен майстор през 1950 г. и със звание гросмайстор през 1952 г. Заема 10 м. на турнира на претендентите в Амстердам през 1956 г. Пътува много и накрая се установява във Венецуела, където преподава шахмат във Военната академия в Каракас. Почива през 1981 г. в Каракас.